# Патриот (фильм, 1928)
«Патриот» (англ. The Patriot) — чёрно-белый немой художественный фильм, драма режиссёра Эрнста Любича, вышедшая в 1928 году. Главные роли исполнили Эмиль Яннингс, Флоренс Видор и Льюис Стоун. Экранизация одноимённой пьесы Эшли Дюкс. Фильм не сохранился, целыми остались только несколько сцен.
Фильм номинировался на премию «Оскар» в пяти номинациях: «Лучший фильм», «Лучшая режиссёрская работа» (Эрнст Любич), «Лучшая мужская роль» (Льюис Стоун), «Лучший сценарий-адаптация» (Ханс Крели; единственная победа) и «Лучшая работа художника-постановщика». Был единственной немой картиной среди номинантов на награду за «Лучший фильм» и последней немой картиной, номинированной в этой категории.

## Сюжет
Картина рассказывает о жизни российского императора Павла I (Эмиль Яннингс) в соответствии с развитием сюжета пьесы Мережковского, которая повествует о заговоре против государя, причём сам Павел предстаёт деспотом и тираном, а его убийцы — радетелями за благо России. В фильме показан весь период правления Павла, начиная с восшествия на престол и заканчивая его зверским убийством.

## Критический анализ
Исторические события в фильме трактованы весьма вольно, а герои ленты просто поражают своим гротеском. Эмиль Яннингс широким экспрессионистским мазком рисует образ злобного и грубого, но в то же время смехотворного сумасшедшего тирана, держащего всю Россию в ежовых рукавицах. Флоренс Видор — экзотическая придворная красавица графиня Анна Остерман, а Льюис Стоун, граф Пётр Пален, — не предатель, а патриот.
Продолжая линию, ранее заданную такими картинами, как «Кабинет восковых фигур» (1924), Любич создаёт монструозный образ России как противовеса цивилизованной Европе. Позднее этот приём будет многократно увеличен в картине «Распутная императрица» (1934) Джозефа фон Штернберга.

## В ролях
| Актёр         | Роль                  |
| ------------- | --------------------- |
| Эмиль Яннингс | император Павел I     |
| Флоренс Видор | графиня Анна Остерман |
| Льюис Стоун   | граф Пётр Пален       |
| Вера Воронина | мадемуазель Лопухина  |
| Нил Хэмилтон  | цесаревич Александр   |
| Гарри Кординг | Штефан                |